# Nemalquinner
Nemalquinner, neveliko pleme porodice Chinookan iz grupe Clowwewalla, to čnije njihovoj skupini Cushook, nastanjeno u ranom 19. stoljeću (1806.) na slapovima Willamette u Oregonu, te na sjevernom kraju otoka Sauvies, na ušću Willamette u Columbiju, gdje su odlazili kopati wappatoo korijenje i imali privremene kuće. 
Prve vijesti o njima donosi ekspedicija Lewisa & Clarka koji kažu da ih (1806) ima oko 200 u četiri kuće.

## Vanjske poveznice
- Indian Tribe History: Nemalquinner  Arhivirana inačica izvorne stranice od 18. listopada 2006. (Wayback Machine)